# ردلند (آلاباما)
ردلند (به انگلیسی: Redland) شهرکی در شهرستان المور ایالت آلاباما است که مساحت آن ۶۲٫۹۱ کیلومترمربع است و در سرشماری سال ۲۰۱۰ میلادی، ۳٬۷۳۶ نفر جمعیت داشته و تراکم جمعیتی آن، ۵۹٫۳۹ در کیلومترمربع بوده است.